# Далматов, Василий Пантелеймонович
Василий Пантелеймонович Далматов (наст. фам. — Лучич; 1 [13] августа 1852, Королевство Далмация, Австро-Венгрия — 14 [27] февраля 1912, Санкт-Петербург, Российская империя) — русский актёр.

## Биография
Василий Пантелеймонович Далматов родился 1 [13] августа 1852 в Далмации, по национальности — серб. Играть начал в Одессе на любительской сцене, затем — в провинциальных труппах. В 1873—1876 годах — актёр Московского общедоступного театра (Фердинанд, Карл Моор в пьесах Ф. Шиллера). В сезоне 1880-81 годов — в Пушкинском театре А. А. Бренко, после его закрытия перешёл в труппу Ф. А. Корша (в первом спектакле этого театра «Ревизор» Н. В. Гоголя сыграл Хлестакова).
С 1884 года в Александринском театре, где служил до 1894 года и с 1901 года до конца жизни. Был директором театральной школы А. С. Суворина.
Писал пьесы («Труд и Капитал», «Облава», «Бес корысти опутал» и др.), фельетоны, рассказы и повести из театр. жизни (публиковались в «Новом времени», «Театре и искусстве», «Ниве» и т. п.).
Похоронен на Волковском православном кладбище. В 1936 году перезахоронен в Некрополе мастеров искусств.

## Роли
- Гамлет
- Макбет
- король Лир

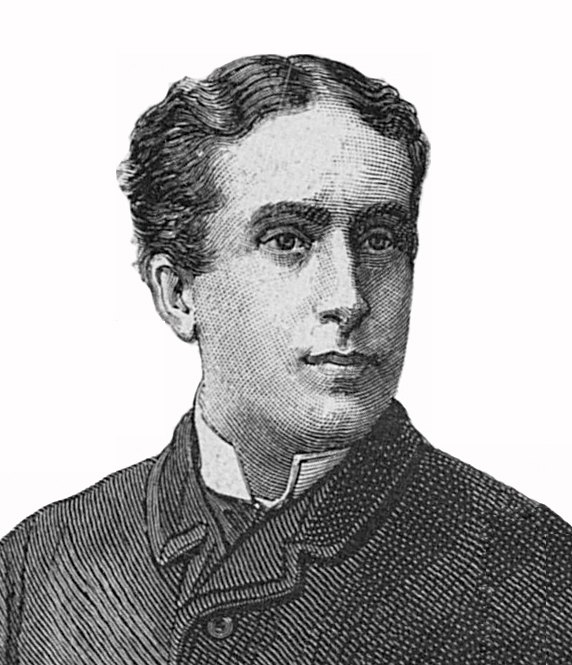
На гравюре 1885 года

- Иоанна («Смерть Иоанна Грозного» А. К. Толстого)
- Гаев («Вишнёвый сад» А. П. Чехова)
- Агишин («Женитьба Белугина» А. Н. Островского и Н. Я. Соловьева, 1883)
- Антушев («Разгром»)
- герцог Альба («Граф де Ризоор» В. Сарду)
- Телятев («Бешеные деньги» А. Н. Островского, 1898)
- Звездинцев («Плоды просвещения», 1902)
- корнет Отлетаев («Корнет Отлетаев» Г. В. Кугушева)
- Кречинский («Свадьба Кречинского», 1902)
- Ракитин («Месяц в деревне» И. С. Тургенева, 1903)
- граф Любин («Провинциалка» И. С. Тургенева, 1909)
- Мармеладов («Преступление и наказание» по Ф. М. Достоевскому, 1899)
- Ноздрев («Мёртвые души» по Н. В. Гоголю)